# خوسيه ميلو دي أوليفيرا
خوسيه ميلو دي أوليفيرا (من مواليد 26 سبتمبر 1946)، سياسي برازيلي شغل منصب حاكم ولاية الأمازون، البرازيل. نشط حزبياً في حزب الحركة الديمقراطية ‏.